# Arachnactis albida
Arachnactis albida är en korallart som beskrevs av Sars 1846. Arachnactis albida ingår i släktet Arachnactis och familjen Arachnactidae. Det är osäkert om arten förekommer i Sverige. Inga underarter finns listade i Catalogue of Life.

## Bildgalleri

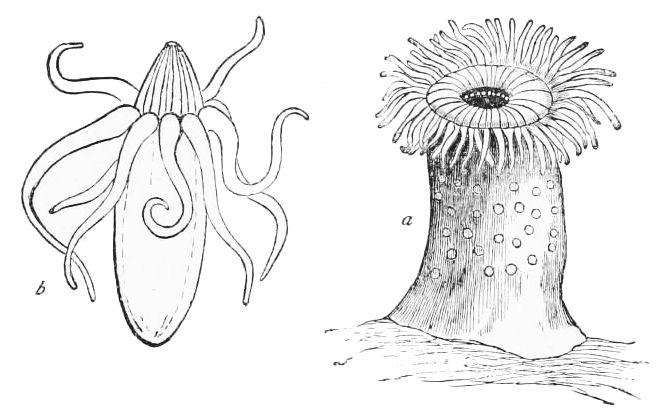